# Андрей Сантос
Андрей Насціменто дос Сантос (порт. Andrey Nascimento dos Santos, нар. 3 травня 2004, Ріо-де-Жанейро, Бразилія) — бразильський футболіст, опорний півзахисник англійського «Челсі» та національної збірної Бразилії.
На правах оренди грає у французькому клубі «Страсбур».

## Ігрова кар'єра

### Клубна
Андрей Сантос народився у Ріо-де-Жанейро і є вихованцем місцевого клубу «Васко да Гама». 6 березня 2021 року у віці 16 років сантос дебютував у першій команді, коли вийшов на заміну у матчі Ліга Каріока проти команди «Вольта - Редонда». 28 листопада 2021 року Сантос зіграв перший матч в Другому дивізіоні чемпіонату країни. Сезон 2022 року футболіст почав як гравець основи команди. 7 червня 2022 року Сантос став наймолодшим бомбардиром команди, коли забив гол у матчі Серії В у ворота «Наутіко Капібарібе».
В січні 2023 року Сантос гравцем лондонського «Челсі». Але до літа 2023 року продовжував грати у «Васко да Гама» на правах оренди. Першу половину сезону 2023/24 футболіст провів в оренді в англійському «Ноттінгем Форест». 25 жовтня 2023 року у матчі проти «Ліверпуля» Сантос дебютував в англійській Прем'єр-лізі.
В лютому 2024 року Сантос був відданий в оренду до кінця сезону у французький «Страсбур». Перед початком сезону 2024/25 термін оренди було продовжено ще на сезон.

### Збірна
Андрей Сантос був капітаном молодіжної збірної Бразилії на переможному молодіжному чемпіонаті Південної Америки, що проходив на початку 2023 року в Колумбії.
26 березня 2023 року у товариському матчі проти Марокко Андрей Сантос дебютував у складі національної збірної Бразилії.

## Титули
Бразилія (U-20)
- Чемпіон Південної Америки: 2023[12]

Челсі
- Переможець Клубного чемпіонату світу: 2025